# Joseph W. Ralston
Joseph W. Ralston, ameriški general vojnega letalstva, vojaški pilot, * 4. november 1943, Hopkinsville, Kentucky, ZDA.
General v pokoju Ralston je bil vrhovni poveljnik zavezniških sil v Evropi od 3. maja 2000 do 16. januarja 2003 in poveljnik Evropskega poveljstva Združenih držav od 2. maja 2000 do 15. januarja 2003. 

## Civilno življenje

### Pred vstopom v vojsko
Leta 1965 je diplomiral iz kemije na Miami University (Ohio).

### Po izstopu iz vojske
Po izstopu iz oboroženih sil 1. marca 2003 je postal partner pri Cohen Group, zasebni mednarodni svetovalni pisarni, ki jo vodi bivši sekretar za obrambo William Cohen.

## Vojaška kariera
Pregled
Od julija 1965 do avgusta 1966 je bil v letalski šoli v Laughlin Air Force Base (Teksas). Potem je bil do aprila 1967 v letalski šoli v Nellis Air Force Base (Nevada).
Odlikovanja
- Obrambna medalja za izjemno služenje,
- Medalja za izjemno služenje,
- Legija za zasluge z dvema hrastovima listoma,
- Letalski križec za zasluge s tremi hrastovimi listi,
- Letalska medalja z 19 hrastovimi listi,...

Napredovanja
- 24. julij 1965 - poročnik
- 24. januar 1967 - nadporočnik
- 24. julij 1968 - stotnik
- 1. december 1973 - major
- 1. april 1978 - podpolkovnik
- 1. junij 1981 - polkovnik
- 1. marec 1988 - brigadni general
- 1. avgust 1990 - generalmajor
- 13. julij 1992 - generalporočnik
- 1. julij 1995 - general